# 자코부스 포옐
자코부스 포옐(Jacobus Poel, 1712년 2월 29일 ~ 1775년 9월 25일)은 네덜란드 상업인 출신의 러시아 외교관 겸 정치가이다.
어린 시절 이름은 얀 야코부스 포엘(Jan Jacobus Poel)이고 네덜란드 출신이며 1755년에 러시아 시민권을 취득 후 자코부스 포옐(Jacobus Poel)로 개명하였다. 러시아 추밀원 예하 외교행정보좌관 직책을 지냈다.